# Adolphe Georges Guéroult
Adolphe Georges Guéroult (Radepont (Eure), 1810. január 29. – Vichy, 1872. július 22.) francia publicista. 

## Életrajza
Tanulmányai elvégeztével saint-simonista lett. Munkatársa volt a Temps-nak, a Journal des Débats-nak és 1834-ben e lap megbízásából Spanyolországba, majd Olaszországba ment. 1844-ben konzul lett Matzatlanban (Mexikó), 1847-ben Jassy-ban, 1848-ban pedig a République munkatársa Párizsban. Az 1851. december 2-ai államcsíny után az ipar körébe vágó kérdésekkel foglalkozott és ezekről írt a L'Industrie c. lapba. 1852-ben a Credit Foncier munkatársa, 1857-ben a Presse főszerkesztője volt. 1859-ben az Opinion nationale-t alapította meg, mely a Napóleon herceg képviselte imperialisztikus demokrácia közlönye volt. 1863-ban mint az ellenzék jelöltje a törvényhozó testületbe jutott, ahol demokratikus és antiklerikális álláspontot foglalt el. 1871-ben nem választották meg újból. Főbb dolgozatai összegyűjtve: Études de politique et de philosophie réligieuse (Párizs, 1862). Egyéb művei: La politique de la Prusse (Párizs, 1866); Discours promoncés au Corps Législatif (Párizs, 1869).

## Forrás
- Guéroult. In  A Pallas nagy lexikona. Szerk. Bokor József. Budapest: Arcanum – FolioNET. 1998.  ISBN 963 85923 2 X